# Gare de Slade Green
La gare de Slade Green (en anglais : Slade Green railway station), est une gare ferroviaire de la North Kent Line (en), en zone 4 Travelcard. Elle  est située sur la Forest Road à Slade Green, dans le borough londonien de Bexley, sur le territoire du Grand Londres.
C'est une gare Network Rail desservie par des trains Southeastern.

## Situation ferroviaire
Établie à 7 mètres d'altitude, La gare de Slade Green est située sur la North Kent Line (en), entre les gares d'Erith, en direction du terminus de Lewisham, et de Dartford, en direction du terminus de la gare de Rochester. Elle dispose de deux voies encadrées par deux quais latéraux. Au sud existe une jonction avec la Bexleyheath Line et le dépôt de Slade Green.

Plans : de la ligne et du réseau des transports à Londres
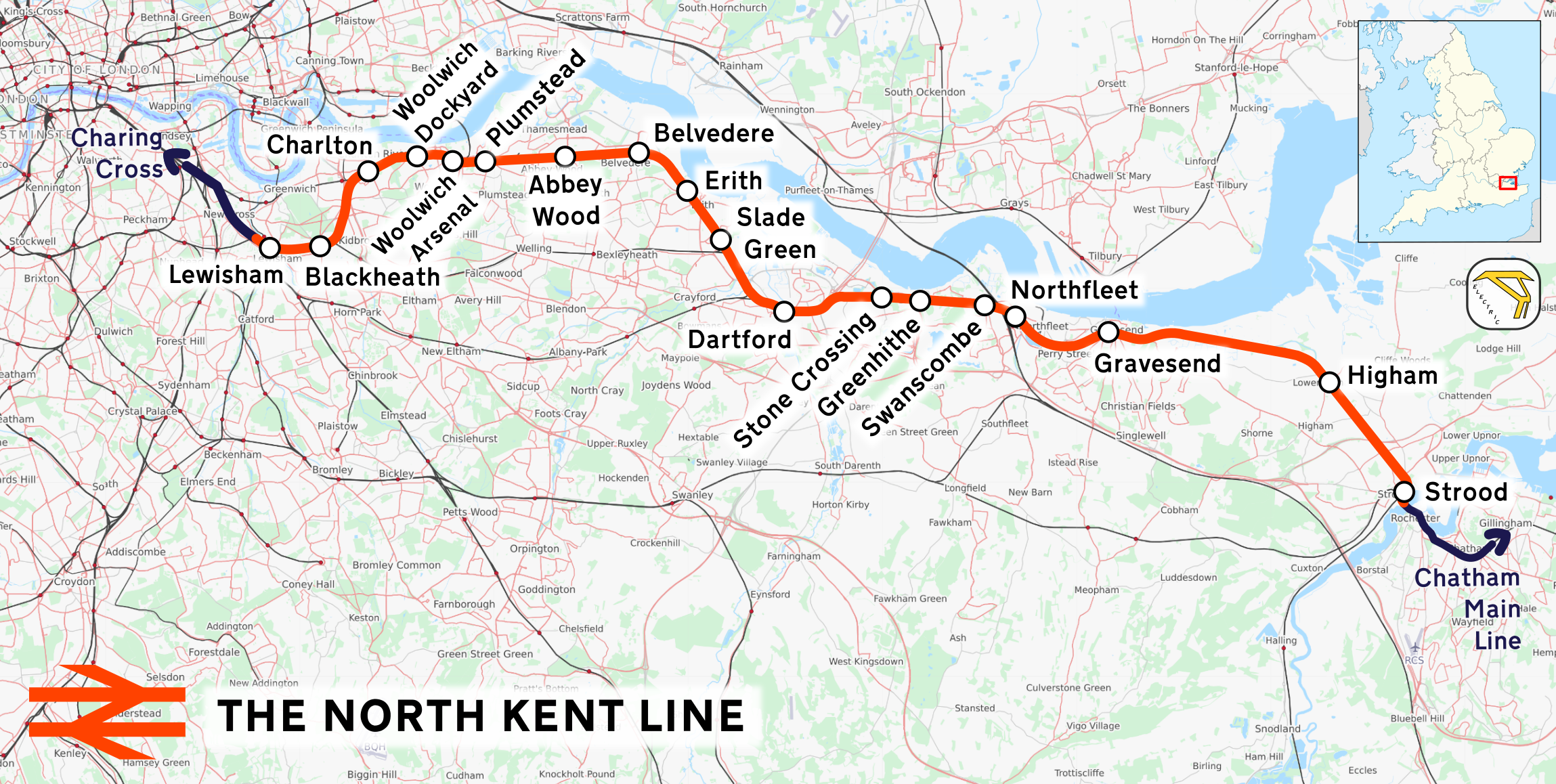
North Kent Line.
Réseaux de Londres.

## Histoire
La gare de Slade Green est mise en service le 1er juillet 1900.

## Service des voyageurs

### Accueil
La gare dispose d'une entrée principale sur la Forest Road à Slade Green.

### Desserte
La gare de Slade Green est desservie par : des trains Southeastern en provenance ou à destination des gares de : Cannon Street, Charing Cross, Dartford, Eltham, Luton Rainham (en), Sidcup et West Hampstead.

Installations et desserte
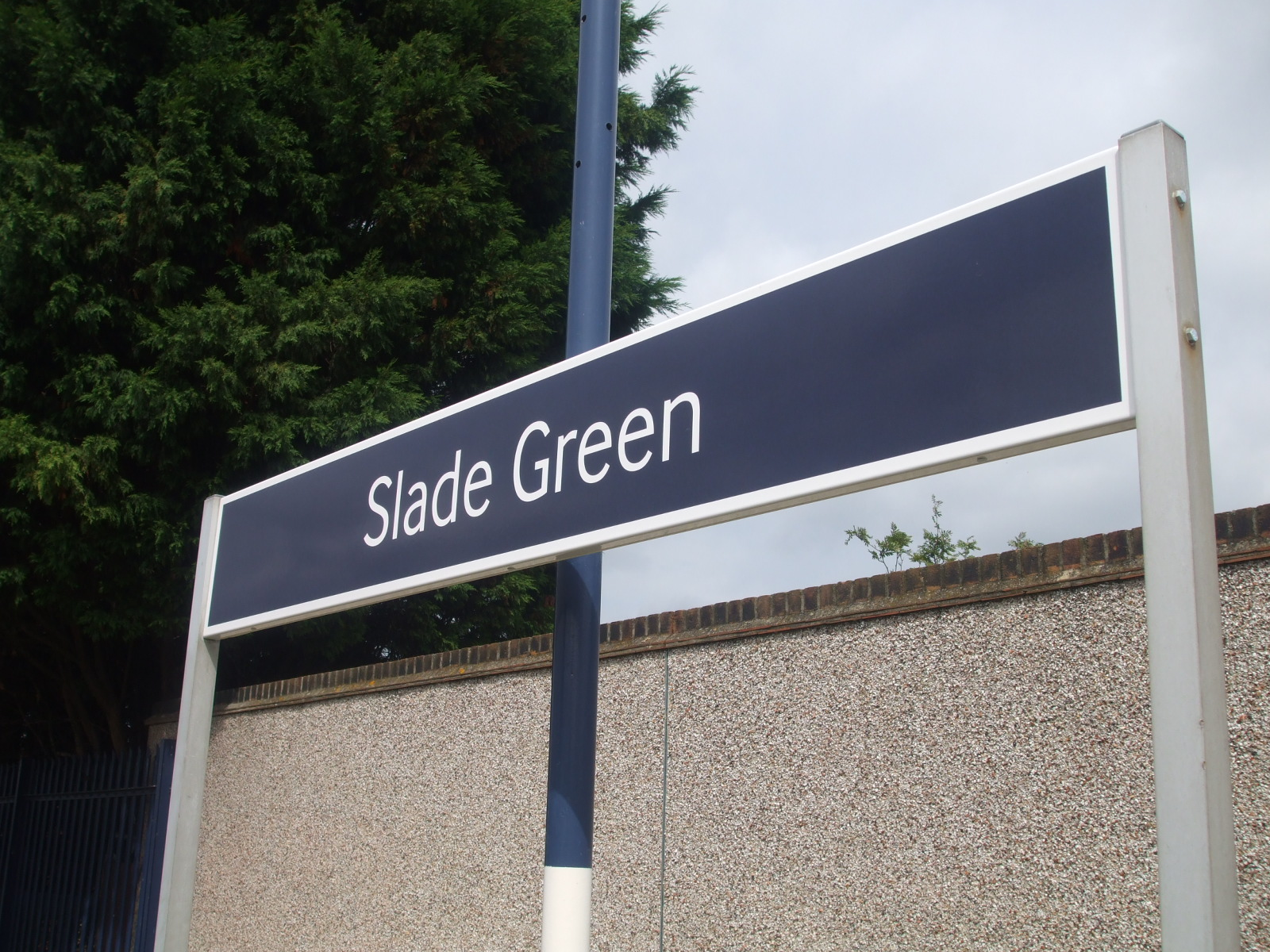
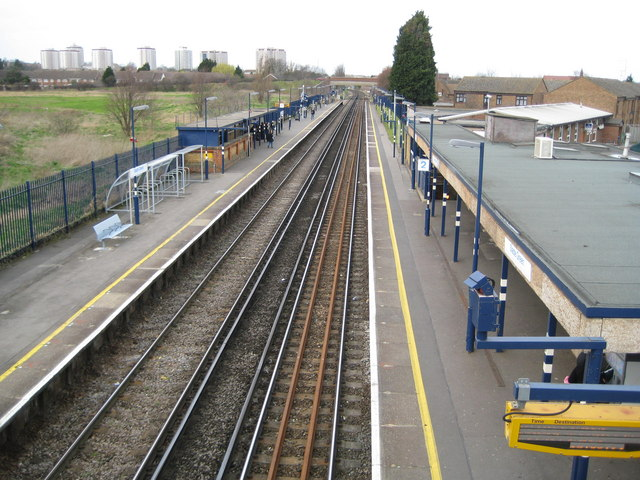
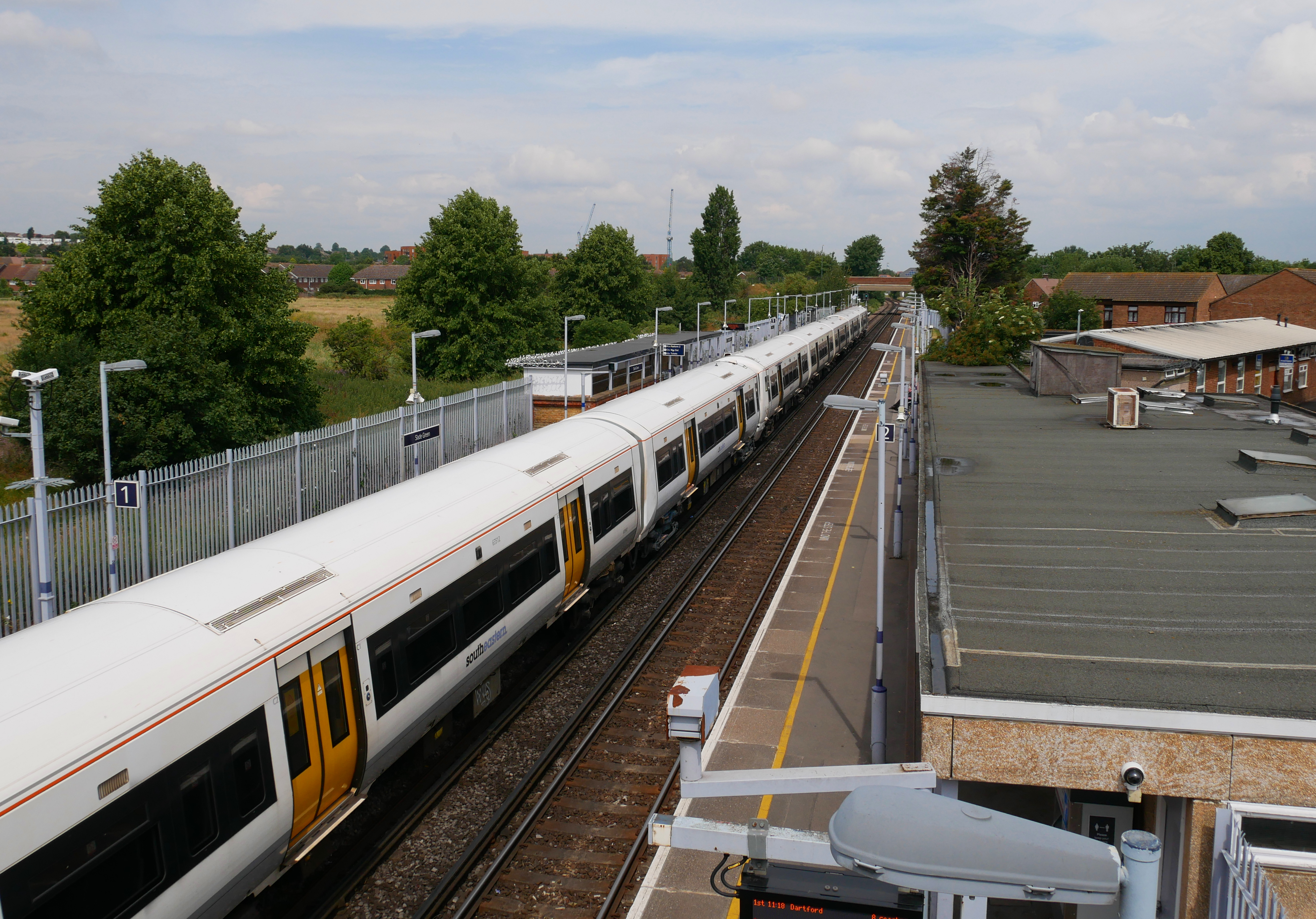
2020.

### Intermodalité
Elle est desservie par des autobus de Londres des lignes : 89, 99 et N89.